# Mednarodna konvencija o pravicah invalidov
Mednarodna konvencija o pravicah invalidov je mednarodna pogodba za človekove pravice, katere namen je zaščita pravic in dostojanstva invalidov. Pogodbenice konvencije morajo spodbujati, varovati in zagotoviti polno uživanje človekovih pravic invalidov in jim zagotoviti popolno enakost v skladu z zakonom. Konvencija je služila kot glavni katalizator v svetovnem gibanju od obravnavanja invalidov kot objektov pomilovanja, zdravstvene in socialne zaščite, proti pojmovanju invalidov kot polnopravnih in enakopravnih članov družbe z vsemi pravicami. To je tudi edini instrument za človekove pravice pri Združenih narodih z izrecnimi razsežnosti trajnostnega razvoja. Konvencija je bila prva pogodba o človekovih pravicah v tretjem tisočletju.

Mehika je začela pogajanja z aktivno podporo s strani GRULAC (latinskoameriška regionalna skupina, glej regionalne skupine Združenih narodov). Ko je podpora za ustanovitev Konvencije v letu 2002 zaradi WEOG opozicije padla, je Nova Zelandija igrala ključno vlogo pri doseganju medregijskega zagona. Nova Zelandija je delovala kot pospeševalec v letih 2002-2003 in je sčasoma prevzela uradno vlogo predsednika ad hoc odbora in vodila pogajanja za sporazum o soglasju (avgust 2006), tesno je sodelovala z drugimi člani predsedstva (Jordanija, Kostarika, Češka in Južna Afrika, kot tudi Koreja in Mehika). Konvencija je postala ena izmed najhitreje podprtih instrumentov na področju človekovih pravic v zgodovini, z močno podporo iz vseh regionalnih skupin. 155 držav je podpisalo konvencijo po njenem podpisu leta 2007, od tega 126 držav v prvih petih letih. V priznanju njene vloge in pri oblikovanju konvencije, ter to, da je nacionalna strategija o invalidnosti Nove Zelandije kakovostni mejnik, je generalni guverner Nove Zelandije Anand Satyanand v imenu naroda prejel svetovno nagrado invalidnosti 2008.

Besedilo je sprejela Generalna skupščina Združenih narodov 13. decembra 2006 in je bilo pripravljeno za podpis 30. marca 2007. Po ratifikaciji 20. države pogodbenice je začela veljati 3. maja 2008 . Od oktobra 2013 ima 158 podpisnic in 138 držav pogodbenic, vključno z Evropsko unijo (ki jo je ratificirala 23. decembra 2010 in razširila odgovornost na države članice Evropske unije) . Senat Združenih Držav Amerike  3. decembra 2012 ni ratificiral konvencije, saj je ratifikacija prejela le 61 od 67 glasov (2/3 senata), ki so potrebni za ratifikacijo.
Konvencijo upravlja Odbor za pravice invalidov pri Združenih narodih..

## Začetki
Med letoma 1981 in 1992 je trajalo »desetletje invalidov« Združenih Narodov. Leta 1987 je svetovno srečanje strokovnjakov za preučitev napredka priporočilo, da Generalna skupščina ZN v osnutku mednarodne konvencije odpravi diskriminacijo invalidov. Obrisi osnutka konvencije so bili predlagani s strani Italije, nato še s strani Švedske, vendar ni bil dosežen konsenz. Številni predstavniki vlad so trdili, da že obstoječe listine o človekovih pravicah zadostujejo. Namesto tega so bile sprejeta neobvezna »Standardna pravila za izenačevanje možnosti za invalide«, ki jih je sprejela Generalna skupščina leta 1993. V letu 2000 so voditelji petih mednarodnih invalidskih nevladnih organizacij izdali izjavo, ki poziva vse vlade, naj podprejo konvencijo. Leta 2001 je Generalna skupščina na podlagi predloga s strani Mehike, vzpostavila ad hoc odbor za preučitev predlogov za vsestransko in celovito konvencijo za spodbujanje in zaščito pravic in dostojanstva oseb s posebnimi potrebami, ki temeljijo na celostnem pristopu. Invalidske organizacije za pravice, vključno z Mednarodnim invalidskim zavezništvom, sta bila koordinatorja ad hoc Mednarodne invalidske skupščine, ki je aktivno sodelovala v procesu priprave, predvsem v iskanju vlog invalidov in njihovih organizacij v izvajanju in spremljanju tega, kar je potem postala konvencija.

## Povzetek
Konvencija sledi tradiciji civilnega prava, s preambulo, v kateri je navedeno načelo Dunajske deklaracije in akcijskega programa, da »so vse človekove pravice univerzalne, nedeljive, soodvisne in medsebojno povezane«, ki mu sledi 50 člankov. Za razliko od mnogih paktov in konvencij ZN, formalno ni razdeljeno na dele.
Člen 1 opredeljuje namen konvencije: 
spodbujati, varovati in invalidom zagotavljati polno in enakopravno uživanje vseh človekovih pravic in temeljnih svoboščin ter spodbujati spoštovanje njihovega prirojenega dostojanstva.
Člena 2 in 3 določata opredelitve in splošna načela, vključno s komunikacijo, primerne prilagoditve in univerzalnega oblikovanja.
Členi 4-32 določajo pravice oseb s posebnimi potrebami in obveznosti držav strank do njih. Mnoge od teh pravic so zrcalno potrjene v drugih konvencij ZN, kot sta Mednarodni pakt o državljanskih in političnih pravicah, Mednarodni pakt o ekonomskih, socialnih in kulturnih pravicah in Konvencija proti mučenju, vendar posebna obveznost zagotavlja, da v celoti lahko realizira invalidna oseba.
Pravice, ki so specifične za to konvencijo vključujejo pravice do dostopa, vključno z informacijsko tehnologijo, pravice za samostojno življenje in vključenost v skupnost (člen 19), osebno mobilnost (člen 20), habilitacijo in rehabilitacijo (člen 26), in za udeležbo v političnem, javnem življenju in kulturnem življenju, rekreaciji in športu (člena 29 in 30).
Poleg tega morajo pogodbenice konvencije ozaveščati o človekovih pravicah invalidov (člen 8), in zagotoviti dostop do cest, stavb in informacij (člen 9).
Členi 33-39 določajo da mora država poročati in upravljati konvencijo s strani nacionalnih institucij za človekove pravice (33. člen) in Odbora za pravice invalidov (člen 34).
Členi 40-50 urejajo ratifikacijo, začetek veljavnosti in spremembe konvencije. Člen 49 zahteva tudi, da bo konvencija na voljo v dostopnih oblikah.

## Temeljne določbe

### Vodilna načela konvencije
Obstaja osem vodilnih načel, ki so osnova za konvencijo:
1. Spoštovanje prirojenega dostojanstva, osebne samostojnosti, ki vključuje svobodo lastne odločitve in neodvisnost posameznikov.
2. Nediskriminacija.
3. Polno in učinkovito sodelovanje in vključenost v družbo.
4. Spoštovanje različnosti in sprejemanje invalidov kot del človekove raznolikosti in humanosti
5. Enakost možnosti
6. Dostopnost
7. Enakost med moškimi in ženskami
8. Spoštovanje razvojnih sposobnosti invalidnih otrok ter spoštovanje pravice invalidnih otrok do ohranitve njihove identitete.

### Definicija invalidnosti
Konvencija je sprejela socialni model invalidnosti, in kot invalidne opredeljuje tudi
tiste, ki imajo dolgoročne telesne, duševne, intelektualne ali senzorične okvare, ki lahko v povezavi z različnimi ovirami omejujejo njihovo polno in učinkovito enako sodelovanje v družbi.

### Načelo primerne prilagoditve
Konvencija opredeljuje »primerne prilagoditve«, kot »potrebne in primerne spremembe ter prilagoditve, ki ne nalagajo nesorazmernega ali nepotrebnega bremena, kadar so v posameznem primeru potrebne, da se invalidom na enaki podlagi kot drugim zagotovi uživanje ali uresničevanje vseh človekovih pravic in temeljnih svoboščin« v 2. členu in to zahteva vse vidike življenja, vključno z inkluzivnim izobraževanje.

### Preprečevanje diskriminacije
8. člen Konvencije poudarja, da je ozaveščanje za spodbujanje spoštovanja njihovih pravic in dostojanstva proti diskriminaciji:
1. Ozaveščanje celotne družbe, tudi na ravni družine, o invalidih in spodbujanje spoštovanja njihovih pravic in dostojanstva;
2. Za boj proti stereotipom, predsodkom in škodljivim ravnanjem v zvezi z invalidi na vseh področjih življenja, tudi s tistimi, povezanimi s spolom in starostjo.
3. Spodbujanje vedenja o sposobnostih in prispevanju invalidov.
4. Spodbujanje in izvajanje učinkovitih akcij ozaveščanja javnosti, katerih namen je: razvijanje dovzetnosti za pravice invalidov; spodbujanje pozitivnega dojemanja in večje družbene ozaveščenosti o invalidih; spodbujanje priznavanja spretnosti in znanja, odlik in sposobnosti invalidov ter njihovega prispevka na delovnem mestu in na trgu dela;
5. Podporo vsem organom v množičnih medijih, da ustvarjajo podobo o invalidih na način, skladen z namenom te konvencije.
6. Spodbujanje izobraževalnih programov za ozaveščanje o invalidih in njihovih pravicah invalidov.

### Dostopnost
Konvencija poudarja, da države pogodbenice invalidom omogočijo neodvisno življenje in polno sodelovanje na vseh področjih življenja, sprejmejo ustrezne ukrepe, s katerimi invalidom zagotovijo, da imajo enako kot drugi dostop do fizičnega okolja, prevoza, informacij in komunikacij, vključno z informacijskimi in komunikacijskimi tehnologijami in sistemi, ter do drugih objektov, naprav in storitev, ki so namenjene javnosti ali se zanjo opravljajo v mestu in na podeželju.

### Nevarne razmere in humanitarne krize
Člen 11 Konvencije izjavlja, da države pogodbenice v skladu z obveznostmi po mednarodnem pravu, tudi po mednarodnem humanitarnem pravu in mednarodnem pravu o človekovih pravicah, sprejmejo vse potrebne ukrepe za zagotovitev varstva in varnosti invalidov v nevarnih razmerah, ki vključujejo tudi oborožene spopade, humanitarne krize in naravne nesreče.

### Enakost pred zakonom in pravna sposobnost
Člen 12 Konvencije potrjuje enakost pred zakonom in pravno sposobnost oseb s posebnimi potrebami.
Države pogodbenice morajo:
1. ponovno potrditi, da se invalidom povsod priznava pravica biti pravna osebnost.
2. priznavati pravno sposobnost na vseh področjih življenja enako kot drugim.
3. sprejeti ustrezne ukrepe, da invalidom zagotovijo dostop do pomoči, ki jo potrebujejo pri uveljavljanju pravne sposobnosti.
4. zagotoviti, da vsi ukrepi za uveljavljanje pravne sposobnosti predvidevajo primerne in učinkovite zaščitne ukrepe, da se preprečijo zlorabe v skladu z mednarodnim pravom o človekovih pravicah. Zaščitni ukrepi zagotavljajo, da ukrepi, povezani z uveljavljanjem pravne sposobnosti, upoštevajo pravice, voljo in izbiro posameznika in ne povzročajo nasprotja interesov ter nedovoljenega vplivanja, so sorazmerni in prilagojeni posameznikovemu položaju, se uporabljajo čim krajši čas in jih pristojni, neodvisni in nepristranski organ ali sodni organ redno preverja. Zaščitni ukrepi so sorazmerni s stopnjo, do katere vplivajo na pravice in koristi posameznika.

### Dostop do sodnega varstva
Člen 13 Konvencije potrjuje, da je zagotovljen učinkovit dostop do pravnega varstva za osebe s posebnimi potrebami, ki navaja, da :
1. Države pogodbenice zagotovijo invalidom, da imajo enako kot drugi dostop do sodnega varstva, med drugim tako, da zagotovijo postopkovne in starosti primerne prilagoditve, ki jim omogočijo, da učinkovito sodelujejo kot neposredni ali posredni udeleženci, tudi kot priče, v vseh pravnih postopkih, tudi na preiskovalni in drugih predhodnih stopnjah.
2. Da bi pomagali, da se zagotovi učinkovit dostop do pravnega varstva za osebe s posebnimi potrebami, navaja da pogodbenice spodbujajo ustrezno izobraževanje vseh, ki delujejo na področju delovanja pravosodja, vključno s policijskim in zaporniškim osebjem. Ta člen skupaj s členom 12, ki jih navaja »Priročnika o zapornikih s posebnimi potrebami« Urad Združenih narodov za droge in kriminal[8].

### Pravica do izobraževanja
Konvencija določa, da je treba invalidom zagotoviti pravico do inkluzivnega izobraževanja na vseh ravneh, ne glede na starost, brez diskriminacije in na podlagi enakih možnosti .
Države podpisnice morajo zagotoviti, da:
1. otroci zaradi invalidnosti niso izključeni iz brezplačnega in obveznega osnovnošolskega izobraževanja ter srednješolskega izobraževanja;
2. odrasli s posebnimi potrebami imajo dostop do splošnega visokošolskega izobraževanja, poklicnega usposabljanja, izobraževanja odraslih in vseživljenjskega učenja ;
3. invalidi prejemajo v splošnem izobraževalnem sistemu potrebno podporo, in jim omogočajo učinkovito izobraževanje;
4. ter nudijo posamezniku prilagojeno učinkovito pomoč za vzpostavitev povečanja akademskega in socialnega razvoja.

Države pogodbenice sprejmejo ustrezne ukrepe, kot so:
1. omogočanje učenja Braillove pisave, alternativnih pisav, povečevalnih in alternativnih načinov in oblik zapisa sporočila, veščin za mobilnost in orientacijo ter omogočanje pomoči in mentorstva sebi enakih;
2. omogočanje učenja in spodbujanje jezikovne identitete skupnosti gluhih;
3. zaposlovanje učiteljev, tudi invalidov, ki so usposobljeni za znakovni jezik in Braillovo pisavo
4. ter usposabljanje strokovnjakov in osebja na vseh ravneh izobraževanja, da bi prispevale k zagotavljanju uresničevanja te pravice. Tako usposabljanje vključuje ozaveščenje o invalidnosti in uporabo ustreznih povečevalnih in alternativnih načinov, sredstev in oblik zapisa sporočila, izobraževalnih tehnik in gradivo za pomoč invalidom.

### Pravica do zdravja
25. člen določa, da "imajo invalidi pravico do uživanja najvišjega dosegljivega zdravstvenega standarda brez diskriminacije na podlagi invalidnosti."

### Varovanje osebne integritete
17. člen konvencije določa, da ima vsaka oseba s posebnimi potrebami pravico do spoštovanja telesne in duševne celovitosti na enaki podlagi kot drugi.

### Spoštovanje družine
Člen 23 Konvencije prepoveduje prisilno sterilizacijo invalidov in zagotavljanja njihovih pravic do posvojitve otrok.

### Habilitacije in rehabilitacije
Člen 26 Konvencije določa, da »Države pogodbenice sprejmejo učinkovite in ustrezne ukrepe, s katerimi invalidom, tudi z medsebojno pomočjo, omogočajo doseganje in ohranjanje največje mogoče samostojnosti in polne telesne, duševne, socialne in poklicne sposobnosti ter polno vključenost in sodelovanje na vseh življenjskih področjih«. V ta namen države pogodbenice organizirajo, krepijo in širijo celovite storitve habilitacije in rehabilitacije, zlasti na področju zdravja, zaposlovanja, izobraževanja in socialnih služb, tako da:
1. se začnejo na najzgodnejši stopnji in temeljijo na multidisciplinirani presoji potreb in zmožnosti vsakega posameznika;
2. spodbujajo sodelovanje in vključevanje v skupnost in družbo, so prostovoljne in na razpolago invalidom čim bliže skupnostim, v katerih živijo, tudi na podeželju.
3. Države pogodbenice spodbujajo razvoj začetnega in nadaljevalnega usposabljanja strokovnih delavcev in osebja, ki dela v službah za habilitacijo in rehabilitacijo.
4. Države pogodbenice spodbujajo dosegljivost, poznavanje in uporabo podpornih pripomočkov in tehnologij, namenjenih invalidom, ki omogočajo njihovo habilitacijo in rehabilitacijo.

### Pravice do udeležbe
Konvencija o pravicah invalidov priznava, da »so rezultati invalidnosti iz interakcije med osebami z oslabitvami in vedenjskih ter okoljskih ovir, ki ovirajo njihovo polno in učinkovito sodelovanje v družbi enaki kot drugi« in da »se invalidi še naprej soočajo z ovirami pri enakopravnem vključevanju v družbo«. Konvencija omogoča udeležbo invalidov  v enem izmed svojih načel, ki navaja »načela te konvencije so: ... polno in učinkovito sodelovanje in vključenost invalidov  v družbo«, nato utemelji pravico invalidov do polnega in enakopravnega sodelovanja v skupnosti, izobraževanja,  v vseh vidikov življenja (v okviru habilitacije in rehabilitacije), političnega in javnega življenja, kulturnega življenja ter prostega časa in športa.
Države pogodbenice morajo sprejeti ustrezne ukrepe, kot so:
1. sprejemanje ustreznih ukrepov, s katerimi invalidom omogočajo, da razvijajo in uporabljajo ustvarjalne, umetniške in intelektualne sposobnosti, ne samo v lastno korist, ampak tudi za obogatitev družbe.
2. da skladno z mednarodnim pravom sprejmejo vse ustrezne ukrepe, s katerimi preprečujejo, da bi zakoni o varstvu intelektualne lastnine nerazumno ali diskriminacijsko ovirali dostop invalidov do kulturnega gradiva.
3. Tako more biti invalidom priznano tudi to, da imajo enako kot drugi pravico, da se prizna in podpre njihova lastna kulturna in jezikovna identiteta, tudi znakovni jezik in kultura gluhih.

### Delo in zaposlovanje
27. člen zahteva, da države pogodbenice priznavajo invalidom pravico do dela enako kot drugim, ki vključuje pravico do možnosti za preživljanje s svobodno izbranim ali sprejetim delom na trgu dela in v delovnem okolju, ki je odprto, vključujoče in dostopno invalidom. Države pogodbenice varujejo in spodbujajo uresničevanje pravice do dela, tudi tistim, pri katerih nastane invalidnost med trajanjem zaposlitve, tako da sprejmejo ustrezne, tudi zakonodajne ukrepe, s katerimi med drugim:
1. prepovedujejo diskriminacijo zaradi invalidnosti v zvezi z vsemi zadevami, ki se nanašajo na kakršno koli obliko zaposlitve, vključno s pogoji za iskanje, najemanje in zaposlovanje, ohranjanje zaposlitve, napredovanje ter varnimi in zdravimi delovnimi razmerami;
2. varujejo pravico invalidov do pravičnih in ugodnih delovnih razmer enako kot za druge, tudi pravico do enakih možnosti in enakega plačila za enakovredno delo, do varnih in zdravih delovnih razmer, vključno z varstvom pred nadlegovanjem, ter do poprave krivic;
3. zagotavljajo, da invalidi lahko uresničujejo svoje delavske in sindikalne pravice enako kot drugi;
4. omogočajo invalidom učinkovit dostop do splošnih tehničnih programov in programov za poklicno usmerjanje, služb za iskanje zaposlitve ter poklicnega in nadaljnjega usposabljanja;
5. na trgu dela spodbujajo možnosti za zaposlovanje invalidov in njihovo napredovanje na delovnem mestu ter pomoč pri iskanju, pridobivanju, ohranjanju zaposlitve in ponovni zaposlitvi;
6. spodbujajo možnosti za samozaposlitev, podjetništvo, razvoj socialnega podjetništva in ustanavljanje lastnih podjetij;
7. zaposlujejo invalide v javnem sektorju;
8. spodbujajo zaposlovanje invalidov v zasebnem sektorju z ustreznimi usmeritvami in ukrepi, ki lahko vključujejo spodbujevalne akcijske programe, spodbude in druge ukrepe;
9. zagotavljajo primerne prilagoditve na delovnem mestu za invalide;
10. omogočajo, da invalidi pridobivajo delovne izkušnje na odprtem trgu dela;
11. spodbujajo programe poklicne in strokovne rehabilitacije invalidov ter programe za ohranjanje zaposlitve in vrnitev invalidov na delo.

Države pogodbenice preprečujejo suženjstvo ali služenje invalidov in zagotavljajo, da so invalidi enako kot drugi varovani pred prisilnim ali obveznim delom.

### Ustrezna življenjska raven in socialno varstvo
Člen 28. zahteva, da države pogodbenice priznavajo invalidom in njihovim družinam pravico do ustrezne življenjske ravni, kar vključuje ustrezno prehrano, oblačila in stanovanje, in do nenehnega izboljševanja življenjskih razmer ter sprejmejo ustrezne ukrepe za varovanje in spodbujanje uresničevanja te pravice brez diskriminacije zaradi invalidnosti.
1. Države pogodbenice priznavajo pravico invalidov do socialnega varstva in uživanja te pravice brez diskriminacije zaradi invalidnosti ter sprejmejo ustrezne ukrepe za varovanje in spodbujanje uresničevanja te pravice, vključno z ukrepi, s katerimi zagotavljajo invalidom:
2. oskrbo s čisto vodo, dostop do ustreznih storitev po sprejemljivi ceni, naprav in druge pomoči za potrebe, povezane z invalidnostjo;
3. zlasti ženskam, deklicam in starejšim dostop do programov socialnega varstva in programov za zmanjševanje revščine;
4. in njihovim družinam, ki živijo v revščini, dostop do državne pomoči za stroške, povezane z invalidnostjo, vključno z ustreznim usposabljanjem, svetovanjem, finančno pomočjo in nadomestno oskrbo;
5. dostop do javnih stanovanjskih programov;
6. enak dostop do pokojninskih prejemkov in programov.

### Volilna pravica
Člen 29. zahteva, da vse države pogodbenice zagotavljajo invalidom politične pravice in možnost, da jih uživajo enako kot drugi, in se zavezujejo, da varujejo pravico invalidov, da le-ti na volitvah in referendumih volijo tajno in brez zastraševanja.  V skladu s to odločbo, bi morala vsaka država pogodbenica zagotoviti ustrezno glasovalno opremo, ki bi invalidom omogočila neodvisno in tajno glasovanje. Nekatere demokracije, na primer ZDA, Japonska, Nizozemska, Slovenija, Albanija ali Indija, imajo  za takšne primere na voljo elektronske glasovalne naprave, ki pomagajo invalidom  pri izpolnjevanju volilnega lističa. V drugih državah, med njimi tudi Azerbajdžan, Kosovo, Kanada, Gana, Združeno kraljestvo in večina afriških in azijskih držav, slabovidnim volivcem ponujajo uporabo glasovnih v Braillovi pisavi. Mnoge od teh in tudi nekaj drugih demokracij, na primer Čile, imajo nastavljive mize, katere si lahko volivci na invalidskih vozičkih približajo k sebi in prilagodijo želeno višino. Nekatere demokracije dovolijo le drugi osebi, da za slepo ali invalidno osebo opravi postopek volitev. Takšna ureditev, pa ne zagotavlja tajnosti glasovanja.
Člen 29. zahteva tudi, da so volilni postopki, sredstva in gradivo ustrezni, dostopni, lahko razumljivi in uporabni.  V nekaterih demokracijah, na Švedskem in v ZDA, so volilne lokacije že v celoti dostopni za invalidne volivce.

## Pridržki
Nekaj podpisnic je napravilo interpretativne izjave k njihovi uporabi Konvencije:
- Salvador sprejme konvencijo, kolikor je to združljivo z njegovo ustavo.
- Malta interpretira pravico do zdravja v 25. Členu konvencije, vendar ne podeljuje pravice do splava. Prav tako si pridržuje pravico, da še naprej uporablja svoje volilne zakonodaje po dostopnosti in pomoči.
- Nizozemska interpretira pravico do življenja v členu 10, v okviru svojih nacionalnih predpisov. Prav tako razlaga člen 25, ki prepoveduje  diskriminacijsko odrekanje zdravstvene oskrbe, tako, da omogoča osebi, da zavrne zdravniško pomoč, vključno s hrano in tekočinami.
- Poljska razlaga člen 23 in 25 tako, da ne podeljuje nobene pravice do splava.
- Združeno kraljestvo ima zadržke v zvezi s pravico do izobraževanja, priseljevanja, služenja v oboroženih silah in vidika prava socialne varnosti.

## Izbirni protokol
Izbirni protokol h konvenciji o pravicah invalidov je stranski sporazum h konvenciji, ki omogoča svojim strankam, da priznavajo pristojnosti Odbora za pravice invalidov, da preuči pritožbe posameznikov. Tekst v veliki meri temelji Opcijskem protokolu h Konvenciji o odpravi vseh oblik diskriminacije žensk.
Izbirni protokol je začel veljati s Konvencijo z dne 3. maja 2008. Od septembra 2013 pa ima 92 podpisnic in 78 strani.

## Odbor za pravice invalidov
Odbor za pravice invalidov je organ strokovnjakov na področju človekovih pravic, zadolžen za spremljanje izvajanja konvencije. Sprva ga je sestavljalo 12 neodvisnih strokovnjakov za človekove pravice, pri čemer jih je bila polovica izvoljenih za obdobje dveh let in druga polovica za obdobje štirih let. Nato bodo člani izvoljeni za štiriletni mandat, s polovico člani izvoljenimi vsaki dve leti. Ko bo konvencija dosegla 80 ratifikacij, bo odbor razširila na 18 članov.

## Konvencija v Sloveniji
Konvencija je v Sloveniji implementirana v več zakonih, predvsem v Zakonu o izenačevanju možnosti invalidov. Ustavno sodišče Republike Slovenije se je na konvencijo prvič sklicevalo leta 2008 v zadevi U-I-146/07, ko je ugotovilo kršitev v ravnanju sodišč, ki niso omogočila slepi osebi dostopa do dokumentov v njej dostopni obliki. Leta 2012 je s sklepom U-I-25/10 Ustavno sodišče zavrnilo pobudnike, ki so zatrjevali kršitev MKPI zaradi nedostopnih volišč, leta 2014 pa jim je v odločbi U-I-156/11 ugodilo in ugotovilo protiustavnost Zakona o volitvah v državni zbor. Društvo za pravice invalidov Slovenije je s skupino invalidov sprožilo nov postopek pred Ustavnim sodiščem, ker zakonodaja naj še vedno ne bi uresničevala zahtev Konvencije. Februarja 2019 je Ustavno sodišče sklenilo, da bo o njihovi pobudi odločalo absolutno prednostno.